# Hormoschista pagenstecheri
Hormoschista pagenstecheri là một loài bướm đêm trong họ Erebidae.